# 震央
，是指地震發生時，地震震源向上垂直投影到地面的位置。

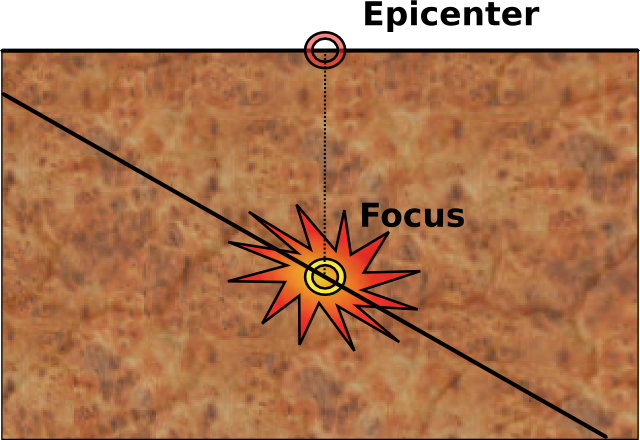
震源（Focus）投射到地面上的震央（Epicenter）

地震的命名方法一般以震央所在地較為人熟悉的鄰近地名為主，如台灣921集集大地震，因集集靠近震央，所以用集集為名；又如中国512汶川大地震，也是以震央汶川为名。

## 测量方法

三边量測法示意图。计算震中的具体做法是，分别以三个台站为圆心，以各自求得的震中距按相应比例作半径在地图上画圆。然后，将每两个圆的交点连接，三条弦的交点即为所求得的震中，再换算出经纬度。

20世纪以前，测定震中的方式一般为几何中心法。20世纪开始，在地震仪等仪器技术逐步趋向于成熟后，便诞生了单台测定法和台网测定法。三者相比，由于地壳构造的不均匀性对地震射线传播的影响，台网测定法的精确性最高，几何中心法的精确性最低。

### 几何中心法
20世纪以前，在没有仪器记录时，地震的震中位置都是按破坏范围而确定的宏观震中，它是极震区（震中附近破坏最严重的地区）的几何中心。由于无法确定极震区的精确范围，通常会造成误差。

### 单台测定法
由于各种地震波在不同地区、不同深度传播的速度都是不一样的，波速快的或走直径的先到达测站，其后陆续有其他波到达，这就产生了时间差。将震中距、震源深度和记录到的各种波的时间差，就可以编成适合各地使用的时距曲线及走时表。在某地发生地震时，分析员从地震记录图上量出该地震事件的各种波的时间差，对照已编好的走时表或套用公式计算，便可得出震中距。随后便需要确定方位角。将两个水平方向的初动振幅化为地动位移，用三角函数便可求出方位角。当方位角和震中距都求出来后，便能够轻松找到震中位置。这种方法便称之为单台测定法。

### 台网测定法
当至少三个地震测站计算出震中距时，便可通过三边量測法确定震中的位置。这种通过仪器测量出的震中一般称之为微观震中的方法被称为台网测定法。具体做法是，分别以三个台站为圆心，以各自求得的震中距按相应比例作半径在地图上画圆。然后，将每两个圆的交点连接，三条弦的交点即为所求得的震中，再换算出经纬度。

## 宏观震中与微观震中
一次地震，地表震动最强的地区称极震区。地震烈度从极震区向外扩展，距离越大，震动越弱，烈度越小，终至消逝。因极震区是地震动最强的地区，所以称之为震中区，其几何中心则称之为震中，这个由宏观地震资料所得震中也称为宏观震中。宏观震中代表了地震动和地震影响最强烈地区的中心。对于大地震，尤其是特大地震，宏观震中也是重灾区的中心。对抗震减灾有重大社会意义。
地震台利用地震波的S波和P波的传播速度不同，通过测量地震波形图中P波与S波之间的时间差计算出地震与观测点之间的距离，再用三角交汇法就可由地震台网的观测数据计算出微观震中。
一次地震的宏观震中与微观震中往往比较接近，但有时相差还较为明显。例如，1950年8.6级的墨脱大地震，微观震中位于察隅县西南，实地踏勘认定的极震区位于墨脱县城南部，二者相距数百公里。宏观震中与微观震中相差较大的原因可能有：
- 地震的震源不是一个点，通常是一个断层面。用仪器资料测定微观震中，实际测的是断层面上开始破裂的那个点在地面上的投影。而现场考察确定的宏观震中是地面上破坏最重的那个地方。断层面上开始破裂的地方不一定是错动最大的地方，它在地面上的投影也就不一定是破坏最重的地方。
- 断层面可能倾斜，如果倾角比较小，即使开始破裂点的错动量最大，它在地面的投影（即微观震中）也会明显偏离断层面与地面的交线（即断层面到地面的露头，通常是地震破坏最重的地方，即宏观震中）。
- 测量误差，包括仪器的误差、地壳与地球内部速度模型误差等。